# Anthrenus ineptus
Anthrenus ineptus là một loài bọ cánh cứng trong họ Dermestidae. Loài này được Háva & Tezcan miêu tả khoa học năm 2004.